# Auch (volcán)
Auch es un cono de ceniza de los Pirineos, en la Provincia magmática del Atlántico Central. Se sitúa en la comuna del mismo nombre en el centro de la ciudad, donde se encuentran los monumentos más importantes.